# Spredfabriken och Nya färgfabriken
Spredfabriken och Nya färgfabriken kallades två industribyggnader i kvarteret Lövholmen i Liljeholmen, södra Stockholm. Båda uppfördes 1951–1953 respektive 1964 för AB Wilh. Beckers färgfabrik. De revs år 2020 och var grönmärkta av Stadsmuseet i Stockholm vilket innebär ”att de representerar ett högt kulturhistoriskt värde och är särskilt värdefulla från historisk, kulturhistorisk, miljömässig eller konstnärlig synpunkt”. På platsen avser fastighetsägaren, Skanska, att uppföra bostäder.

## Historik

### Spredfabriken

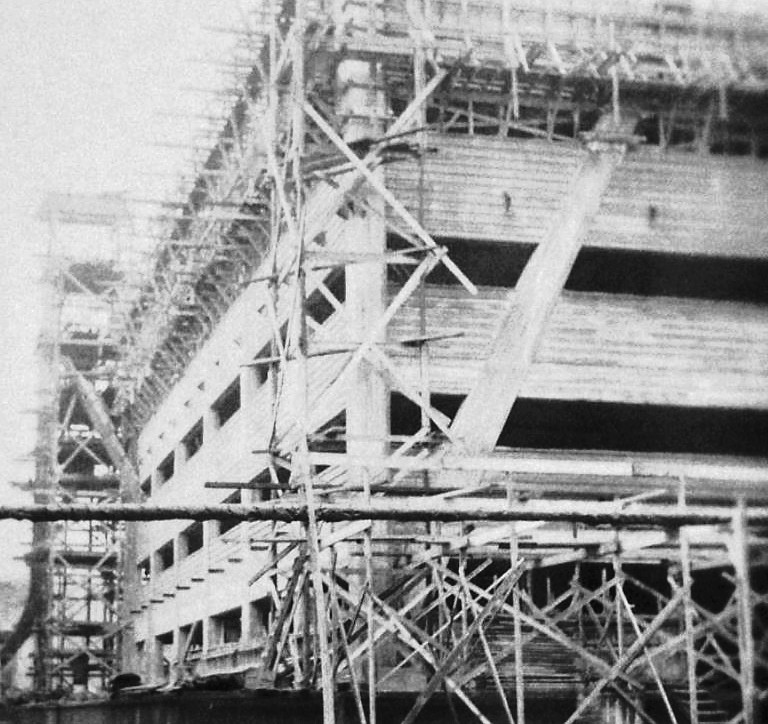
Fabriken under uppförande.

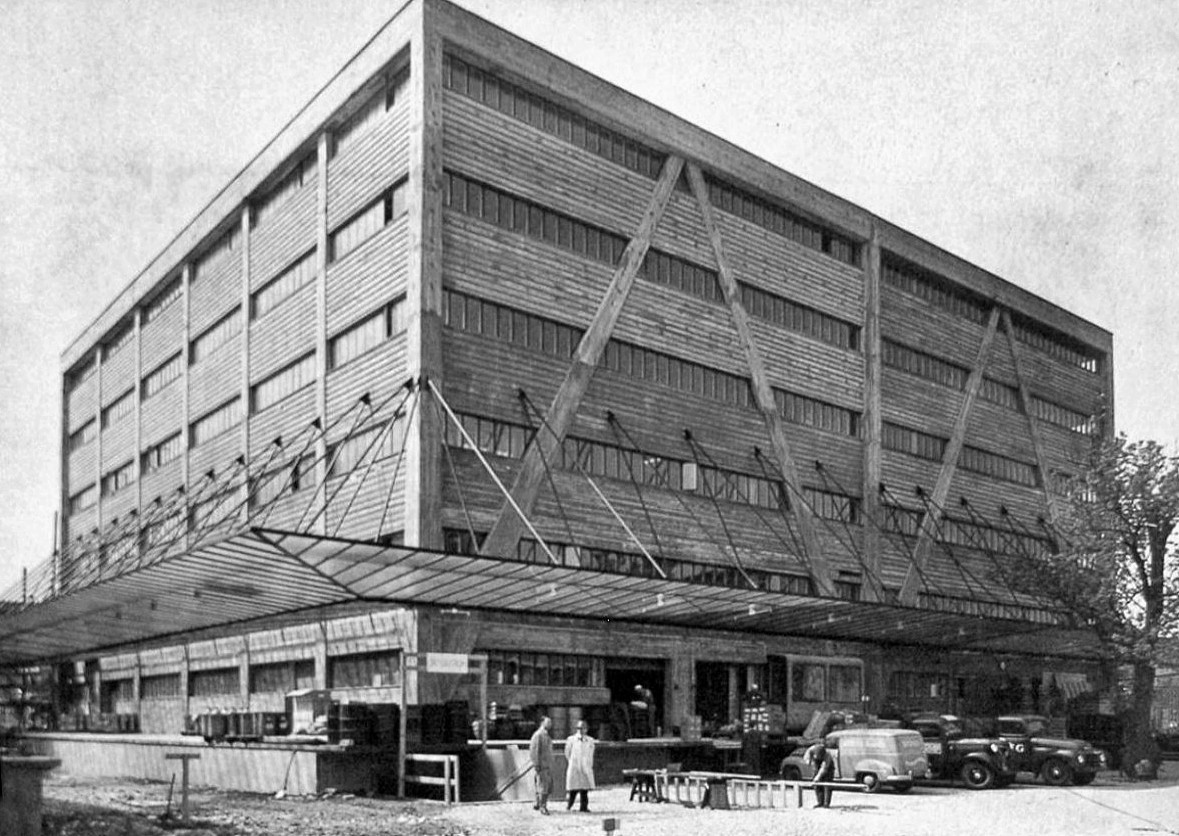
Spredfabriken, ännu omålad, 1953.

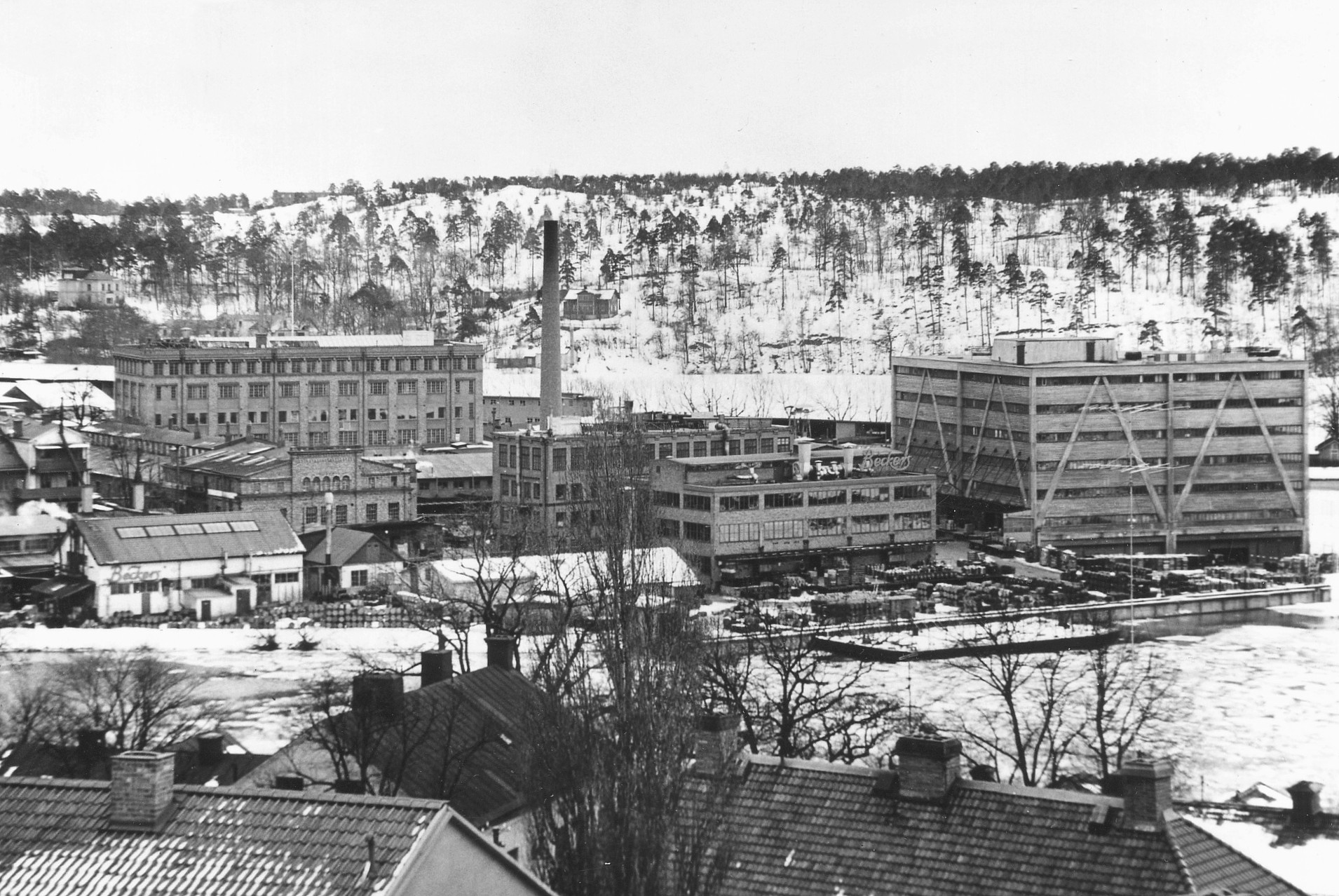
Fabriksområdet med Spredfabriken till höger, tidigt 1950-tal.

Förleden "Spred" härrör från den av Beckers licensproducerade latexemulsionsfärgen Spred vilken företaget lanserade kring 1950 som ”den amerikanska sensationsfärgen”. Officiellt kallades byggnaden Magasin 35 och 36 och var ursprungligen avsedd som lagerlokal för råvaror och färdiga produkter. 1950 godkände Beckers styrelse ett anslag om 830 000 kronor för uppförandet av en ny lagerbyggnad. Efter hand kom viss produktion också inrymmas i huset: kittfabriken, produkten Egnahemsfärgen samt Spred som gav byggnaden sitt smeknamn. Till arkitekt anlitades Nils Tesch som redan 1944 hade ritat Nitrolackfabriken. Lindbergs ingenjörsbyrå stod för konstruktionerna och SIAB byggde.
Den nya byggnaden placerades på fabriksområdets nordvästra hörn och uppfördes i två etapper, 1951 och 1953. Arkitektonisk representerade Spredfabriken något helt nytt i Sverige, brutalism, där obehandlad betong dominerar husets yttre och där konstruktiva element som pelare och balkar skulle synas. Liksom med Förbandsfabriken och Beckers huvudkontor, båda tillkomna 1915 respektive 1916, var det Beckers ambition att ta fram det senaste inom industrihusbyggande. Byggnadens exteriör stod i stark kontrast till den intilliggande kåkstaden som sedan 1910 vuxit upp kring Gröndalsvarvet. 
Spredfabrikens byggnad grundlades på betongplintar i tre punkter åt öster och norr, åt söder och väster ställdes huset direkt på berg. De diagonala stagen, utförda synliga i husets östra och norra fasad, fördelade krafterna som på en bro. Byggnaden uppfördes i sex plan med våningshöjd 3,2 meter, i bottenvåningen 6,4 meter. Fasaderna dominerades av smala fönsterband och höga, horisontellt räfflade betongbröstningar som avbröts av pilaster och tvärstag av betong. Dessa gav enkla geometriska former som triangel, rektangeln och kvadraten. Det hela ramades in av kraftfulla takkanter och hörnknutar. Ett långt utkragande skärmtak i glas gick runt husets norra och östra fasad och gav skydd åt byggnadens kajanläggning. Även här blev konstruktionen till ett arkitektoniskt stilelement. Glaset byttes senare mot trapetskorrugerad plåt som förstörde den ursprungliga ”lättheten”.
Beckers Spredfabrik blev inte bara genom sin avancerade konstruktion uppmärksammat, utan även för sitt atombombssäkra skyddsrum som anordnades under byggdelen (hus 36). När det stod färdig 1953 var det Sveriges första civila, atombombssäkra skyddsrum med plats för 1 000 personer. Källaren fick extra tjocka väggar och bjälklag av betong som förstärktes med ett 1,5 meter tjockt skikt bestående av totalt 3 200 ton sprängsten av granit. Fyllningen togs från Katarinabergets skyddsrum vilket ungefär samtidigt sprängdes in i Katarinaberget på Södermalm. Även bjälklagen och valven i de sex ovanliggande våningarna gjordes kraftigare för att klara av bomber med fördröjd sprängverkan. Under fredstid nyttjades skyddsrummet som magasin för nitrolackprodukter. Skyddsrummet avvecklades 1964 och byggdes om till omklädningsrum när Spredfabriken byggdes till åt söder med Nya färgfabriken.
Byggnadens obehandlade betongytor rönte även kritik och att ett färgföretag hade ett omålat betonghus var ingen bra reklam. Redan 1957 beslöt Beckers att måla fasaderna, givetvis med den egna färgenScottex. Man valde att ge bröstningarna en gul kulör och ljust grå för pelare, stag och ramverk. Färgsättningen utfördes av Iwan Näslund som var medarbetare till formgivaren Carl Malmsten. Byggmästaren Olle Engkvist, som kunde se Spredfabriken från sin gård Charlottendal i Gröndal, gladdes över förändringen. Fram till 1990-talet utfördes en del ombyggnader och uppfräschningar, bland annat byggdes en transportbrygga till Nitrolackfabriken och ommålades fasaderna.

### Nya färgfabriken

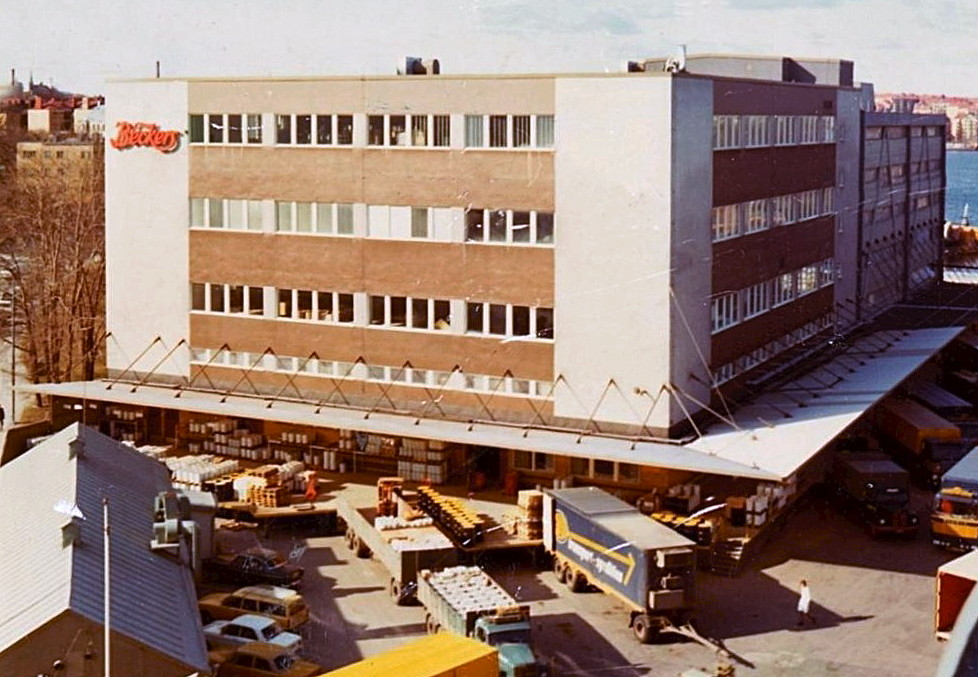
Nya färgfabriken med sin ursprungliga färgsättning, 1960-tal.

Nya färgfabriken (hus 38) blev Beckers sista stora nybygge på Lövholmen. Bygget av en ny färgfabrik blev nödvändigt för att tillgodose den ökande efterfrågan av färgprodukter, Sverige befann sig i en byggboom. Därtill hade produktionen i den gamla Palmcrantzska fabriken blivit ineffektiv och omodern. 1963 beslöt därför företaget att låta uppföra en ny färgfabrik. För bygget avsattes 10 miljoner kronor. Den nya färgfabriken byggdes ihop med Spredfabikens södra fasad (hus 36) där det funnits två mindre magasin av äldre datum som revs. 
I den nya fabriken inriktade man sig främst på yrkesmåleriets behov och handelns färger. Arkitektuppdraget gick till Svenska Kraftkontoret som samarbetade med Rasmussens Arkitektkontor, för konstruktionerna stod Allmänna ingenjörsbyrån och SIAB byggde anläggningen. Bruttoarean (BTA) omfattade 9 000 m², fördelad på fem våningar och ett källarplan vilket skulle räcka för framtida utökningar. Pelarsystemet konstruerades med raster 6x12 meter som gav stora, fria våningsytor och maximal flexibilitet.
År 1967 framställdes omkring 26 olika produkter i byggnaden, främst alkydbaserade färger och lacker. I Nya färgfabriken hade Beckers även tillverkning av färgburkar i plåt. Under åren följde flera anpassningar till ändrad produktion. Fasadernas ursprungliga färgsättning i brunt med brett markerade hörn i vitt ersattes 1994 av en enhetlig gul kulör. 1998 fanns planer på att höja huset med en våning som liknade ett välvt hangar-tak. Projektet genomfördes dock aldrig.

## Rivning

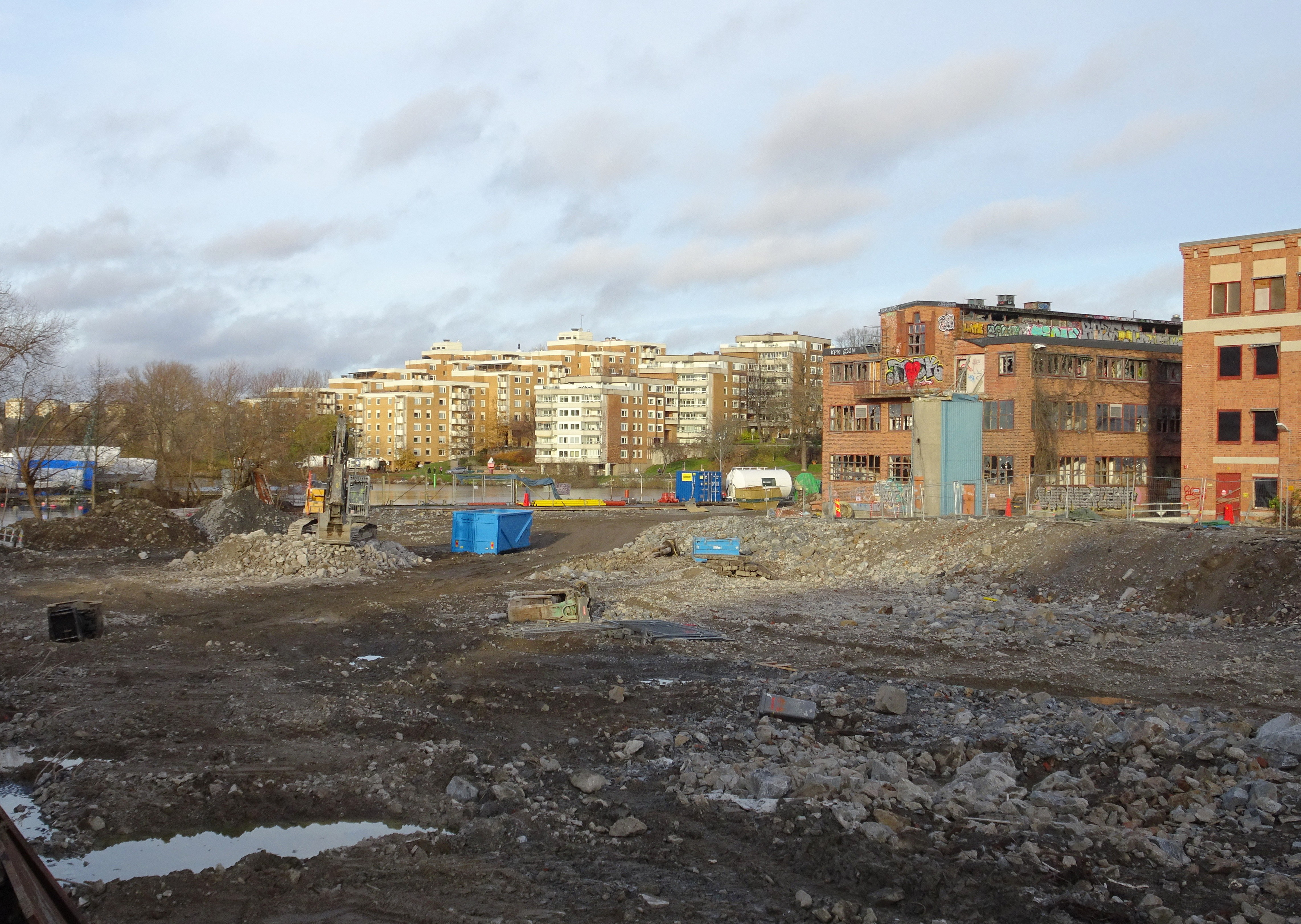
Den avrivna tomten i november 2020.

År 2006 såldes de flesta byggnader på Beckers fabriksområde av dåvarande ägaren, Tikkurila Oyj, till Skanska Nya Hem. 2008 flyttade Alcro-Beckers sin färgproduktion från Lövholmen till Nykvarn. I maj samma år övertog Skanska hela industrianläggningen, exklusive Palmcrantzska fabriken (nuvarande konsthallen Färgfabriken) som ägs av Lindéngruppen. Därefter stod Spredfabriken och Nya färgfabriken tom, förföll och vandaliserades. År 2020 revs båda byggnader. Marken är starkt förorenad med mycket höga halter av olika gifter och fick avlägsnas ända ner till berget.
För närvarande (2020) pågår planarbete med en ny detaljplan (Dn 2017-13571) som skall reglera uppförande av nya bostäder, skola, förskolor, parker och kontor samt bevarade av kulturhistoriskt värdefull miljö. Projektet beräknas ta cirka 10 till 15 år att genomföra.

## Se även

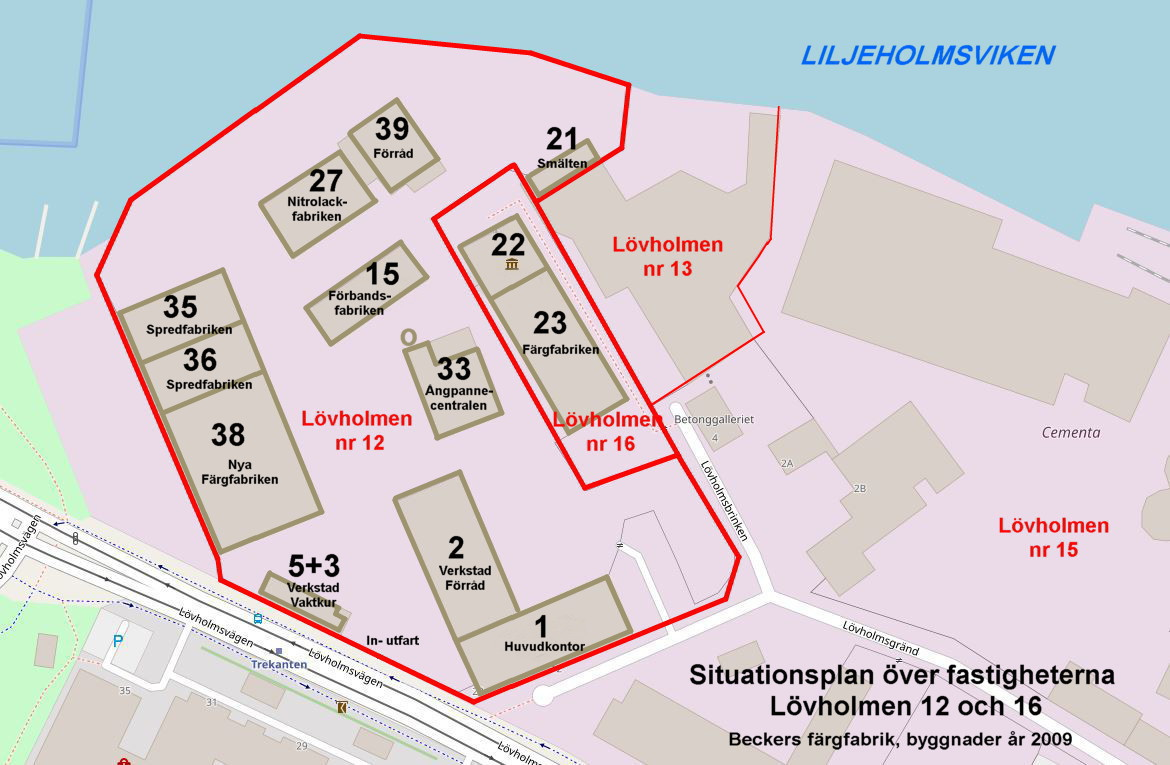
Orienteringsplan med bebyggelsen 2009.